# Pauline Léon
Pauline Léon (28. září 1768 v Paříži – 5. října 1838 v Bourbon-Vendée) byla osobnost Francouzské revoluce. Zúčastnila se dobytí Bastily. Byla navrhovatelkou za vyzbrojování žen. V květnu 1793 založila s Claire Lacombe Společnost revolučních republikánských občanů, výhradně ženský kroužek. Provdala se za Théophila Leclerca ze skupiny Enragés.

## Životopis
Pauline Léon byla dcerou Mathurine Télohan a výrobce čokolády Pierre-Paula Léona, který zemřel v roce 1784. Byla nejstarší z 5 dětí a od 16 let pomáhala své matce s podnikáním a podporou rodiny.
Pauline Léon byla 14. července 1789 přítomna při dobytí Bastily. Od února 1791 navštěvovala několik spolků: klub kordeliérů (do roku 1794), Bratrskou společnost vlastenců obou pohlaví, kde se stýkala s Jeanem-Françoisem Varletem a Louise Robertovou, a Společnost Muciuse Scaevoly.
Dne 6. března 1792 vedla deputaci občanů k zákonodárnému shromáždění, kde přečetla projev podepsaný 320 pařížskými ženami, v němž žádaly o povolení k založení ženské národní gardy. V prosinci 1792 podepsala petici Lucemburské vlastenecké společnosti, která požadovala smrt krále.
Dne 13. května 1793 založila s Claire Lacombe Společnost revolučních republikánů. Dne 2. června 1793 vedla delegaci revolučních republikánských občanů, kteří si přáli být přijati do Konventu. Dne 20. července 1793 podepsala rezoluci Revolučních republikánských občanů, která požadovala vztyčení obelisku na Maratovu památku na Place du Carrousel. Dne 30. října byly Konventem rozpuštěny všechny ženské spolky.
V listopadu 1793 se provdala za Jeana-Théophila Leclerca ze skupiny Enragés a prohlásila, že přebírá rodinný čokoládový podnik. Dne 17. března 1794 odjela do La Fère, kde byl mobilizován její manžel. Právě tam byli 3. dubna na příkaz Výboru všeobecné bezpečnosti zatčeni na základě obvinění z hébertistů. Poté, co byli přivezeni zpět do Paříže, byli 6. dubna uvězněni v lucemburské věznici.
Pár měl syna Pierra Leclerca, narozeného 27. fructidoru roku III (13. září 1795). Jeho osud není znám.
Po 9. thermidoru hledala podporu u Talliena, kterého potkala v roce 1792 a kterému napsala 18. thermidoru (5. srpna). Následujícího dne byli Jean-Théophile Leclerc a jeho spoluvězeň Pierre-François Réal předvedeni před Výbor všeobecné bezpečnosti. Pierre-François Réal byl propuštěn okamžitě, Pauline Léon a Jean-Théophile Leclerc 22. srpna.
V roce 1804 byl její bratr François Léon zatčen a na tři a půl měsíce vězněn za to, že spolu s mužem jménem Sornet psal a lepil nepřátelské plakáty proti Bonapartovi. V jeho spisu se nachází dopis Pauline Léonové z 22. července 1804 adresovaný Pierru-Françoisovi Réalovi, který se stal jedním z vedoucích generální policie, v němž žádá o propuštění svého bratra. Z tohoto dopisu vyplývá, že tehdy pracovala jako učitelka v Paříži.
Někdy mezi lety 1812 a 1835 se Pauline Léon přestěhovala ke své sestře Marii Reine Antoinette do Bourbon-Vendée, kde v roce 1838 zemřela jako důchodkyně ve svém domě na rue de Bordeaux.